# Decades: World Tour
Decades:World Tour es la séptima gira mundial de la banda de origen finés Nightwish para dar promoción a su más reciente álbum recopilatorio Decades.
El concierto ofrecido en Buenos Aires fue grabado para el sexto DVD de la banda titulado Decades: Live in Buenos Aires el cual fue publicado el 6 de diciembre de 2019.

## Lista de canciones

### Total
Angels Fall First (1997)
- "Elvenpath"
- "The Carpenter"

Oceanborn (1998)
- "Gethsemane"
- "Devil & the Deep Dark Ocean"
- "Sacrament of Wilderness"
- "Swanheart"

Wishmaster (2000)
- "The Kinslayer"
- "Come Cover Me"
- "Wishmaster"
- "Deep Silent Complete"
- "Dead Boy's Poem"

Over the Hills and Far Away (2001)
- "10th Man Down"

Century Child (2002)
- "End of All Hope"
- "Slaying the Dreamer"

Once (2004)
- "Dark Chest of Wonders"
- "Wish I Had an Angel"
- "Nemo"
- "Ghost Love Score"

Dark Passion Play (2007)
- "Amaranth"

Imaginaerum (2011)
- "I Want My Tears Back"
- "Last Ride of the Day"

Endless Forms Most Beautiful (2015)
- "Élan"
- "The Greatest Show on Earth"

Decades: Live in Buenos Aires
- "Elvenjig"[3] (cover tradicional)

### Lista de canciones
Lista de canciones que se interpretó en el primer concierto:
1. "Intro + Swanheart" (instrumental; primera vez en vivo desde 2001)
2. "End of All Hope" (primera vez en vivo desde 2004)
3. "Wish I Had an Angel"
4. "10th Man Down" (primera vez en vivo desde 2003)
5. "Come Cover Me"(primera vez en vivo desde 2012)
6. "Gethsemane" (primera vez en vivo desde 2003)
7. "Élan"
8. "Sacrament of Wilderness" (primera vez en vivo desde 2008)
9. "Dead Boy's Poem" (primera vez en vivo desde 2009)
10. "Elvenjig" (primera vez interpretada)
11. "Elvenpath" (primera vez en vivo desde 2004)
12. "I Want My Tears Back"
13. "The Carpenter" (primera vez en vivo desde 1998)
14. "The Kinslayer" (primera vez en vivo desde 2005)
15. "Devil & the Deep Dark Ocean" (primera vez en vivo desde 1999)
16. "Nemo"
17. "Slaying the Dreamer" (primera vez en vivo desde 2008)
18. "The Greatest Show on Earth" (partes I, II y III)
19. "Ghost Love Score"

## Fechas
| Fecha                    | Ciudad           | País            | Lugar                               |
| ------------------------ | ---------------- | --------------- | ----------------------------------- |
| América del Norte        |                  |                 |                                     |
| 9 de marzo de 2018       | Atlanta          | Estados Unidos  | Tabernacle                          |
| 10 de marzo de 2018      | Charlotte        | Estados Unidos  | The Fillmore                        |
| 12 de marzo de 2018      | Norfolk          | Estados Unidos  | The NorVa                           |
| 13 de marzo de 2018      | Baltimore        | Estados Unidos  | Modell Performing Arts Center       |
| 14 de marzo de 2018      | New York City    | Estados Unidos  | PlayStation Theater                 |
| 16 de marzo de 2018      | Philadelphia     | Estados Unidos  | Electric Factory                    |
| 17 de marzo de 2018      | Worcester        | Estados Unidos  | The Palladium                       |
| 18 de marzo de 2018      | Albany           | Estados Unidos  | The Egg                             |
| 20 de marzo de 2018      | Montreal         | Canadá          | MTelus                              |
| 21 de marzo de 2018      | Toronto          | Canadá          | Massey Hall                         |
| 23 de marzo de 2018      | Niagara Falls    | Estados Unidos  | The Rapids Theatre                  |
| 24 de marzo de 2018      | Cleveland        | Estados Unidos  | Agora Theatre and Ballroom          |
| 25 de marzo de 2018      | Pittsburgh       | Estados Unidos  | Stage AE                            |
| 26 de marzo de 2018      | Covington        | Estados Unidos  | Madison Theater                     |
| 28 de marzo de 2018      | Kalamazoo        | Estados Unidos  | State Theatre                       |
| 29 de marzo de 2018      | St. Louis        | Estados Unidos  | Touhill Performing Arts Center      |
| 30 de marzo de 2018      | Minneapolis      | Estados Unidos  | Myth Live                           |
| 31 de marzo de 2018      | Chicago          | Estados Unidos  | Aragon Ballroom                     |
| 2 de abril de 2018       | Omaha            | Estados Unidos  | Sokol Auditorium                    |
| 3 de abril de 2018       | Denver           | Estados Unidos  | Paramount Theatre                   |
| 5 de abril de 2018       | Edmonton         | Canadá          | Northern Alberta Jubilee Auditorium |
| 6 de abril de 2018       | Spokane          | Estados Unidos  | Knitting Factory                    |
| 7 de abril de 2018       | Vancouver        | Canadá          | Queen Elizabeth Theatre             |
| 8 de abril de 2018       | Portland         | Estados Unidos  | Roseland Theater                    |
| 10 de abril de 2018      | Las Vegas        | Estados Unidos  | Brooklyn Bowl                       |
| 12 de abril de 2018      | Ventura          | Estados Unidos  | Ventura Theatre                     |
| 13 de abril de 2018      | San Jose         | Estados Unidos  | City National Civic                 |
| 14 de abril de 2018      | Anaheim          | Estados Unidos  | City National Grove of Anaheim      |
| 15 de abril de 2018      | Tempe            | Estados Unidos  | Marquee Theatre                     |
| 17 de abril de 2018      | Dallas           | Estados Unidos  | The Bomb Factory                    |
| 18 de abril de 2018      | Memphis          | Estados Unidos  | Minglewood Hall                     |
| 19 de abril de 2018      | Mobile           | Estados Unidos  | Saenger Theatre                     |
| 21 de abril de 2018      | St. Petersburg   | Estados Unidos  | Jannus Live                         |
| 22 de abril de 2018      | Miami            | Estados Unidos  | Olympia Theater                     |
| Europa / Festivales      |                  |                 |                                     |
| 18 de mayo de 2018       | Tallinn          | Estonia         | Saku Suurhall                       |
| 1 de junio de 2018       | Plzeň            | República Checa | Metalfest Open Air                  |
| 2 de junio de 2018       | Nijmegen         | Países Bajos    | FortaRock                           |
| 21 de junio de 2018      | Copenhague       | Dinamarca       | Copenhell                           |
| 24 de junio , 2018       | Clisson          | Francia         | Hellfest (Festival)                 |
| 6 de julio de 2018       | Kvinesdal        | Noruega         | Norway Rock Festival                |
| 13 de julio de 2018      | Joensuu          | Finlandia       | Ilosaarirock                        |
| 21 de julio de 2018      | Lahti            | Finlandia       | Mukkulan Tapahtumapuisto            |
| 3 de agosto de 2018      | Wacken           | Alemania        | Wacken Open Air                     |
| 7 de agosto de 2018      | Schaffhausen     | Suiza           | Stars in Town                       |
| 9 de agosto de 2018      | Villena          | España          | Leyendas del Rock                   |
| 12 de agosto de 2018     | Walton-on-Trent  | England         | Bloodstock Open Air                 |
| 17 de agosto de 2018     | Bucarest         | Rumanía         | Romexpo                             |
| 19 de agosto de 2018     | Varna            | Bulgaria        | Varna Mega Rock                     |
| América Latina           |                  |                 |                                     |
| 28 de septiembre de 2018 | São Paulo        | Brasil          | Tom Brasil                          |
| 30 de septiembre de 2018 | Buenos Aires     | Argentina       | Microestadio Malvinas Arg.          |
| 2 de octubre de 2018     | Santiago         | Chile           | Teatro Caupolicán                   |
| 4 de octubre de 2018     | Bogotá           | Colombia        | Teatro Royal Center                 |
| 7 de octubre de 2018     | Ciudad de México | México          | Arena Ciudad de México              |
| Europa 2                 |                  |                 |                                     |
| 2 de noviembre de 2018   | Gothenburg       | Suecia          | Partille Arena                      |
| 5 de noviembre de 2018   | Berlín           | Alemania        | Max Schmeling Halle                 |
| 6 de noviembre de 2018   | Hamburgo         | Alemania        | Barclaycard Arena                   |
| 7 de noviembre de 2018   | Antwerp          | Bélgica         | Lotto Arena                         |
| 9 de noviembre , 2018    | Oberhausen       | Alemania        | König Pilsener Arena                |
| 10 de noviembre de 2018  | Paris            | Francia         | AccorHotels Arena                   |
| 11 de noviembre de 2018  | Geneva           | Suiza           | SEG Geneva Arena                    |
| 13 de noviembre de 2018  | Bratislava       | Eslovaquia      | Incheba Expo Arena                  |
| 14 de noviembre de 2018  | München          | Alemania        | Olympiahalle                        |
| 16 de noviembre de 2018  | Leipzig          | Alemania        | Arena Leipzig                       |
| 17 de noviembre de 2018  | Krakow           | Polonia         | Tauron Arena                        |
| 20 de noviembre de 2018  | Budapest         | Hungría         | Budapest Sports Arena               |
| 22 de noviembre de 2018  | Zürich           | Suiza           | Hallenstadion                       |
| 23 de noviembre de 2018  | Núremberg        | Alemania        | Nuremberg Arena                     |
| 24 de noviembre de 2018  | Stuttgart        | Alemania        | Hanns-Martin-Schleyer-Halle         |
| 27 de noviembre de 2018  | Saarbrücken      | Alemania        | Saarlandhalle                       |
| 30 de noviembre de 2018  | Madrid           | España          | WiZink Center                       |
| 1 de diciembre de 2018   | Barcelona        | España          | Sant Jordi Club                     |
| 2 de diciembre de 2018   | Bilbao           | España          | Bizkaia Arena                       |
| 4 de diciembre de 2018   | Milan            | Italia          | Mediolanum Forum                    |
| 5 de diciembre de 2018   | Frankfurt        | Alemania        | Festhalle                           |
| 8 de diciembre de 2018   | Londres          | Inglaterra      | Wembley Arena                       |
| 10 de diciembre de 2018  | Birmingham       | Inglaterra      | Arena Birmingham                    |
| 11 de diciembre de 2018  | Manchester       | Inglaterra      | Manchester Arena                    |
| 14 de diciembre de 2018  | Turku            | Finlandia       | Gatorade Center                     |
| 15 de diciembre de 2018  | Helsinki         | Finlandia       | Hartwall Arena                      |

## Miembros
- Floor Jansen : Voz
- Marco Hietala : Bajo eléctrico, voz principal masculina, coros, guitarra acústica
- Emppu Vuorinen : Guitarra eléctrica, guitarra acústica
- Tuomas Holopainen : Teclado, piano
- Troy Donockley : Gaitas, flautas, coros, bodhrán. guitarra acústica
- Kai Hahto : Batería

Músicos invitados
- Tapio Wilska  - voz masculina en "10th Man Down" y "Devil & the Deep Dark Ocean" (31 de julio de 2018)
- Netta Skog  - acordeón en "Wishmaster" (31 de julio de 2018)

## Bandas soportes
- Beast In Black
- Timo Rautiainen & Trio Niskalaukaus
- Delain

## Recaudación
| Teatro              | Ciudad     | Fechas              | Entradas vendidas | Ingreso bruto (aprox.) |
| ------------------- | ---------- | ------------------- | ----------------- | ---------------------- |
| PlayStation Theater | New York   | 14 de marzo de 2018 | 1,867 / 2,150     | $128,643               |
| MTelus              | Montreal   | 20 de marzo de 2018 | 1,839 / 2,198     | $122,147               |
| Stage AE            | Pittsburgh | 25 de marzo de 2018 | 878 / 2,300       | $38,398                |
| Madison Theater     | Covington  | 26 de marzo de 2018 | 782 / 1,571       | $44,767                |
| Aragon Ballroom     | Chicago    | 31 de marzo de 2018 | 1,926 / 4,873     | $97,768                |
| Majestic Theatre    | Ventura    | 12 de abril de 2018 | 744 / 1,260       | $34,149                |
| City National Civic | San Jose   | 13 de abril de 2018 | 2,342 / 3,196     | $126,676               |
| City National Grove | Anaheim    | 14 de abril de 2018 | 1,427 / 1,427     | $117,732               |
| Total               | Total      | Total               | 13,104 / 21,675   | $785,824               |